# David Breeze
Pour les articles homonymes, voir Breeze.
David John Breeze, né le 25 juillet 1944, est un archéologue britannique, spécialiste du mur d'Hadrien, du mur d'Antonin et de l'armée romaine.

## Biographie
David Breeze fait ses études secondaires à Blackpool, puis il s'inscrit à l'université de Durham, où il soutient en 1970 sa thèse de doctorat intitulée The immunes and principales of the Roman army.
Il travaille au département d'archéologie de l'université de Durham en 1968-1969, avant d'être nommé inspecteur adjoint des monuments anciens au ministère des Bâtiments et Travaux publics. Il est nommé inspecteur en chef des monuments anciens pour Historic Scotland en 1989, occupant ce poste jusqu'en 2005,.
Il est professeur associé honoraire à l'université de Durham, à l'université d'Édimbourg, à l'université de Newcastle upon Tyne et à l'université de Stirling.

## Activités institutionnelles et éditoriales
Il dirige l'équipe qui permet l'inscription du mur d'Antonin au patrimoine mondial en 2008 et fait partie du groupe qui a créé le site des frontières de l'Empire romain. Il préside le projet Culture 2000 Frontières de l'Empire romain (2005-2008). Il a édité, avec Sonja Jilek, une série de livres multilingues sur les frontières de l'Empire romain : sur le limes romain en Hongrie (2008), le limes du bas Danube en Bulgarie (2008), en Slovaquie (2008), The Danube Limes: A Roman River Frontier (2009), le mur d'Antonin (2009), Hadrian's Wall (2011), le limes du Danube en Autriche (2011), l'Afrique du Nord (2013), la Serbie (2017), le limes allemand inférieur (2019), l'Égypte (2021), la Dacie (2021), le limes germanique supérieur (2022), The Eastern Frontier (2022), The Saxon Shore (2022) et Wales (2022) sont tous disponibles en ligne. Le rapport sur ses fouilles au fort romain de Bearsden sur le mur d'Antonin a été publié en 2016.
David Breeze est président de la Society of Antiquaries of Scotland (1987-1990), de la Society of Antiquaries of Newcastle upon Tyne (2008-2011), de l'Institut royal d'archéologie (2009-2012) et de la Cumberland and Westmorland Antiquarian and Archaeological Society (2011-2014). Il est président des British Archaeological Awards de 1993 à 2009, du Congress of Roman Frontier Studies de 2000 à 2015, et du Senhouse Museum Trust, Maryport, de 2013 à 2018. Il est cofondateur de la Hadrianic Society (en) en 1971. Il préside le comité d'organisation des pèlerinages du mur d'Hadrien de 1989, 1999, 2009 et 2019, et publie la 14e édition du Handbook to the Roman Wall. Il est membre correspondant de l'Institut archéologique allemand.

## Honneurs et distinctions
David Breeze reçoit un doctorat honoris causa en lettres de l'université de Glasgow en 2008. Il est nommé officier de l'ordre de l'Empire britannique (OBE) en 2009.
Il a reçu le prix de l'archéologue de l'année de l'archéologie actuelle aux Archaeology Awards 2009, et le prix européen du patrimoine archéologique en 2010.
Un recueil de mélanges, publié en 2009,The Army and Frontiers of Rome dirigé par William S. Hanson est publié par le Journal of Roman Archaeology.
Breeze reçoit en 2021 la médaille Kenyon de la British Academy pour sa contribution à l'archéologie de l'Empire romain et pour son soutien à la reconnaissance du mur d'Antonin comme site du patrimoine mondial.

## Publications (sélection)
- The Frontiers of Imperial Rome, Pen and Sword Military, 2011  (ISBN 1848844271)[8]
- avec J., Fleet, C., Stevenson, J. (dir) 2011, Mapping and Antiquities in Scotland, Scottish Geographical Journal 127, number 2, June 2011.
- avec Jilek, S. (dir.) 2008, Frontiers of the Roman Empire: The European Dimension of a World Heritage Site, Edinburgh: Historic Scotland.
- avec Jones, R. H. and Oltean, I. A. (dir.) 2015, Understanding Roman Frontiers, Celebrating Professor Bill Hanson, Edinburgh: John Donald.
- avec Munro, G. 1997, The Stone of Destiny, Symbol of Nationhood, Edinburgh: Historic Scotland.
- avec Ritchie, A. 1991, Invaders of Scotland, Edinburgh: Historic Scotland.
- avec Thiel, A. 2005, The challenge of presentation. Visible and invisible parts of the Frontiers of the Roman Empire World Heritage Site in the United Kingdom and Germany, Amsterdam: Stichting voor de Nederlandse Archeologie.
- avec Thoms, L. M. & Hall, D. W (dir.) 2009, First Contact, Rome and Northern Britain, Perth: Tayside and Fife Archaeological Committee.
- avec Welander, R. and Clancy, T. O (dir.) 2003, The Stone of Destiny, artefact and icon, Edinburgh: Society of Antiquaries of Scotland.
- avec Woolliscroft, D. J. (dir.) 2009, Excavation and Survey at Roman Burgh-by-Sands, Kendal: CWAAS.
- avec William S. Hanson (dir.) 2020, The Antonine Wall. Papers in Honour of Professor Lawrence Keppie, Oxford: Archaeopress.
- avec Ivleva, T., Jones, R. H. & Thiel, A., 2022. A History of the Congress of Roman Frontier Studies 1949-2022, Oxford: Archaeopress.